# Spanisches Küstenschutzgesetz
Spanisches Küstenschutzgesetz („Ley de Costas“) ist die Kurzbezeichnung für das spanische Gesetz 22/1988 vom 28. Juli 1988 über die Küsten Spaniens („Ley 22/1988, de 28 de julio, de Costas“). Es regelt die Bestimmung, den Schutz, die Nutzung und die Behördenzuständigkeit für das öffentliche Eigentum an den Meeres- und insbesondere Küstenlandschaften Spaniens.

## Gesetzeszweck
Das Gesetz bestimmt die Beschränkung und Enteignung des Privateigentums zum Schutz der spanischen Küsten und gewährleistet das Recht der Allgemeinheit zum Betreten und Bewandern des gesamten Küstenstreifens. So müssen die Küstenanlieger jedermann ein Wegerecht im Bereich eines Streifens von 6 bis 20 Metern zur Meereslinie (gemessen bei Wasserhöchststand) einräumen. Der genaue Verlauf des Durchgangswegs wird durch die Küstenschutzbehörde festgelegt.

## Schutzzonen
Das Küstenschutzgesetz kennt drei Schutzzonen:
- Schutzzone 1: Alle unmittelbaren Strandgrundstücke werden automatisch enteignet, soweit diese zona maritima terrestre betroffen ist.
- Schutzzone 2 ist die an den unmittelbaren Küstenstreifen angrenzende Schutzzone – zona de servidumbre de protección –, die ein Küstengeländeband von 20  bis 100 Meter, im Einzelfall bis zu 300 Meter umfasst.
- Schutzzone 3: der restliche Küstenstreifen.

## Verfassungsmäßigkeit
Mit Urteil vom 4. Juli 1991 hat das spanische Verfassungsgericht die Verfassungsmäßigkeit des Küstenschutzgesetzes bestätigt, weil es den Eigentümern für eine Übergangszeit von zunächst 30 Jahren ein Nutzungsrecht zugesteht, das um weitere 30 Jahre verlängert werden kann. Die erste Nutzungsperiode begann bereits mit dem Inkrafttreten des Gesetzes 1988 und endete im Jahr 2018.